# Jari (rzeka)
Jari – rzeka w Ameryce Południowej w północnej Brazylii. Liczy 563 km długości. Rzeka wypływa na Wyżynie Gujańskiej, a uchodzi do rzeki Amazonki.
W dolnym biegu rzeki znajduje się pływająca na platformie fabryka celulozy.